# 535
535(오백삼십오)는 534보다 크고 536보다 작은 자연수다.

## 수학
- 합성수로, 그 약수는 1, 5, 107, 535다. 진약수의 합은 113이므로, 535는 부족수다.
- 회문숫자다.

## 과학
- 535 몬태규(영어판): 소행성.

## 교통

### 철도
- 수도권 전철 5호선 을지로4가역의 역번호.

### 도로
- 아우토반 535호선(영어판, 독일어판): 독일의 고속도로.

## 문화재
- 대한민국의 보물 제535호: 영동 영국사 망탑봉 삼층석탑
- 대한민국의 사적 제535호: 해남 전라우수영

## 기타
- 연도: 535년, 기원전 535년
- 535 미션 스트리트(영어판): 미국 캘리포니아주 샌프란시스코에 있는 마천루.
- 535 파크 애비뉴(영어판)